# Млинково (Чарнковсько-Тшцянецький повіт)
Млинково (пол. Młynkowo) — село в Польщі, у гміні Полаєво Чарнковсько-Тшцянецького повіту Великопольського воєводства.
Населення — 851 особа (2011).
У 1975-1998 роках село належало до Пільського воєводства.

## Демографія
Демографічна структура станом на 31 березня 2011 року:
|          | Загалом | Допрацездатний вік | Працездатний вік | Постпрацездатний вік |
| -------- | ------- | ------------------ | ---------------- | -------------------- |
| Чоловіки | 443     | 106                | 298              | 39                   |
| Жінки    | 408     | 79                 | 249              | 80                   |
| Разом    | 851     | 185                | 547              | 119                  |